# Ulrich Wille
Conrad Ulrich Sigmund Wille (Hamburgo, 5 de abril de 1848 – Meilen, 31 de janeiro de 1925) foi um oficial militar suíço que serviu como General do Exército Suíço durante a Primeira Guerra Mundial. Inspirado pelas técnicas prussianas que pôde observar na época de seus estudos em Berlim, ele tentou impressionar o Exército Suíço com um espírito baseado na instrução, disciplina e controle técnico.

## Biografia
Wille nasceu em 5 de abril de 1848 em Hamburgo, Império Alemão, filho do jornalista  François Wille (1811–1896) e a romancista  Eliza Wille (nascida Sloman, 1809–1893).  A família Wille era originária de La Sagne, em Neuchâtel, um cantão suíço de língua francesa.  Um dos seus antepassados, Henri Vuille (1714–1760), mudou-se para a Alemanha e alterou o nome da família para o mais alemão "Wille".  François Wille, um democrata radical, foi eleito para a Assembleia Nacional de Frankfurt durante as revoluções alemãs de 1848-1849.  A família de Wille deixou Hamburgo após o fracasso da revolução, estabelecendo-se na Suíça em 1851. 
Wille cresceu em Mariafeld, a propriedade da família em Meilen, no cantão de Zurique.  Ele frequentou uma escola de cadetes junto com a escola primária e depois foi educado por seus pais.  A partir de 1865, Wille estudou direito em Zurique, Halle e Heidelberg, onde obteve o doutorado em 1869. 

## Carreira

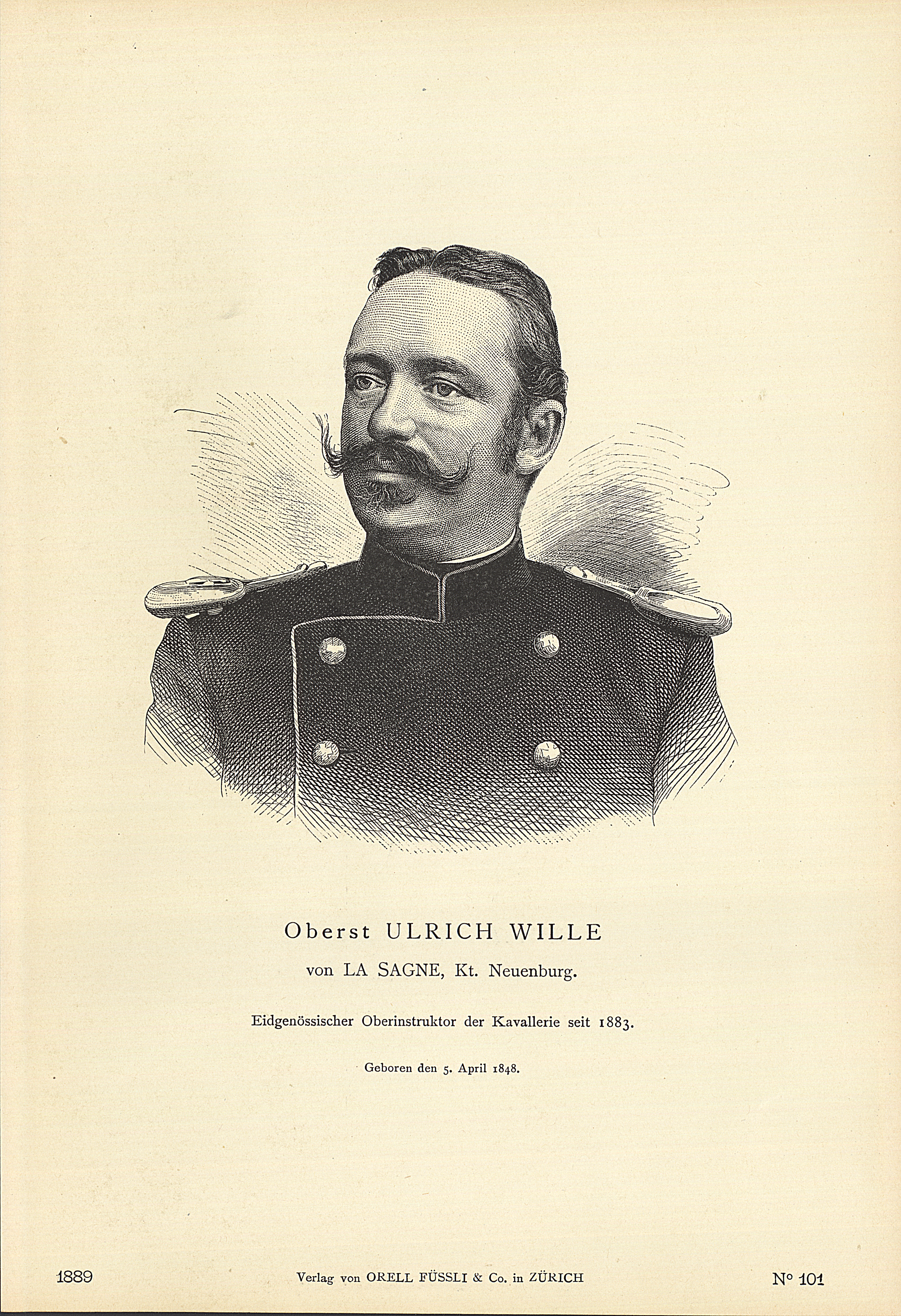
Wille por volta de 1889

Durante a Guerra Franco-Prussiana, Wille, então tenente, foi destacado para as fronteiras como parte da mobilização suíça de 1870-1871.  Sob a influência de Hermann Bleuler, ele começou uma carreira como instrutor de artilharia em 1871.  Wille foi enviado para o 1º Regimento de Artilharia do Corpo de Guardas da Prússia e para a Escola Unida de Artilharia e Engenharia em Berlim.  Ele completou sua educação na Escola Federal de Instrutores da Suíça em 1872 e, dois anos depois, foi nomeado capitão do estado-maior de artilharia federal. 
Desde o início da sua atividade como instrutor em Thun, em 1872, Wille reflectiu sobre os métodos a aplicar no seu domínio e publicou artigos sobre política militar.  Em 1880, ele comprou o Zeitschrift für Artillerie und Genie ("Jornal de Artilharia e Engenharia"), que usou para fazer campanha pela reforma do treinamento militar de acordo com o modelo prussiano até sua nomeação como instrutor-chefe da cavalaria.  Promovido a coronel em 1885, Wille foi nomeado comandante da cavalaria em 1892. 

## Primeira Guerra Mundial

### Eleição como General

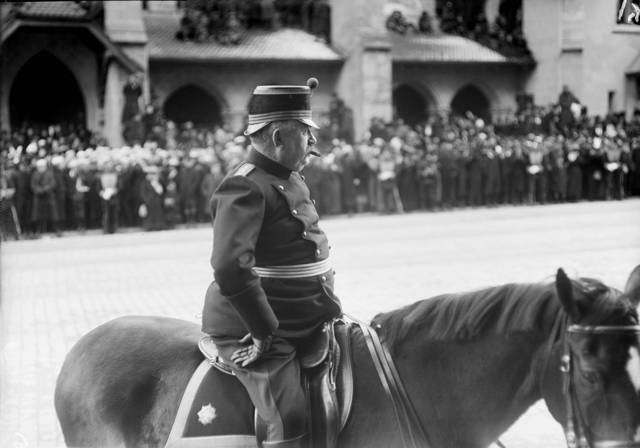
Wille como Comandante-em-Chefe do Exército Suíço, 1914–1918

Com a eclosão da Primeira Guerra Mundial, a Suíça confirmou sua vontade de permanecer neutra e emitiu uma mobilização geral de todas as forças militares. Em 8 de agosto de 1914, Wille foi eleito general pela Assembleia Federal Unida com 122 votos, contra 63 votos de Theophil Sprecher von Bernegg. Sprecher logo assumiria o posto de Chefe do Estado-Maior General e se tornaria um parceiro confiável de Wille. 
Durante a Primeira Guerra Mundial, a Suíça foi dividida entre os suíços de língua alemã, que tendiam a favorecer as Potências Centrais, e os suíços de língua francesa e italiana, cujas opiniões tendiam a apoiar os Aliados. Como germanófilo, próximo do Kaiser Guilherme II, Wille se beneficiou da corrente pró-germânica e da disparidade dentro do Conselho Federal Suíço, que contava com apenas um membro das áreas francesas. Os opositores do general o descreviam como militarista, enquanto seus partidários viam nele um líder pronto para gerir um exército em mobilização graças aos seus talentos pedagógicos. Wille decidiu concentrar a maior parte de suas forças (238.000 homens e 50.000 cavalos) perto das fronteiras, particularmente em Ajoie e Engadina. 

### Questões políticas

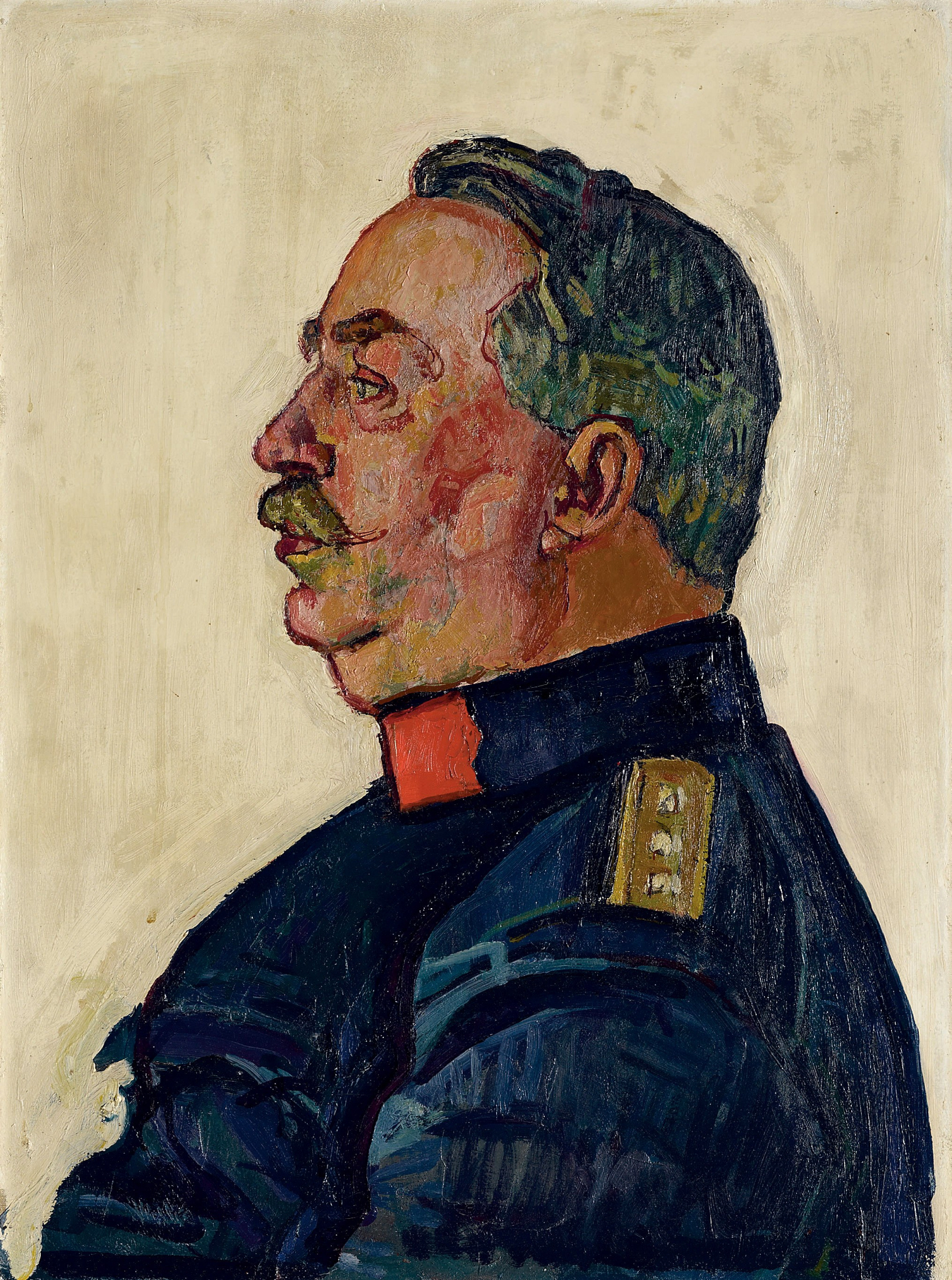
Retrato de Ferdinand Hodler, 1915

O mandato de Wille estava repleto de problemas políticos. Um escândalo ocorreu na região francófona da Suíça quando Wille propôs ao Conselho Federal, em 20 de julho de 1915, entrar na guerra ao lado das Potências Centrais. Depois disso, o "Caso dos Coronéis", em 1916, também teve grande repercussão. Dois coronéis suíços deram a diplomatas alemães e austro-húngaros espécimes do "Staff Gazette", um diário confidencial, e mensagens russas decifradas por criptoanalistas suíços. O caso colocou em risco a neutralidade suíça, pois implicava conluio com um dos beligerantes. Wille decidiu condenar os dois coronéis a 20 dias de detenção, uma sentença insatisfatória aos olhos do partido pró-Aliados. 
O confronto entre a Suíça francófona e a Suíça germanófona se ampliou. Os jornais germânicos apoiaram as ações alemãs na Bélgica, enquanto os franceses destacaram a resistência das forças aliadas contra as tropas alemãs.

A situação econômica era ruim e muitas greves ocorreram, atingindo seu apogeu com a greve geral suíça de 11 a 14 de novembro de 1918. Em uma nota datada de 10 de novembro de 1918, Wille anunciou sua preocupação com a ascensão do bolchevismo e as desordens internas que ocorreriam no país: 
Há dois anos, fui levado em diversas ocasiões a partilhar com o Conselho Federal a minha convicção de que os congressos de Zimmerwald e Kiental tinham decidido iniciar com a Suíça o processo de inversão da ordem estabelecida na Europa. O triunfo dos bolcheviques na Rússia apoiou este projecto. Todos sabem que muitos mensageiros dos bolcheviques russos, possuindo vastas somas de dinheiro, estão na Suíça com o objectivo de explorar a situação e acelerar a execução deste plano.
Mas ele acrescentou que era necessário evitar a violência: 
Não devemos procurar o confronto, nem a guerra civil. Nosso dever é evitá-los. (...) Todos os levantes que ocorreram em Zurique até agora mostraram claramente que as autoridades locais não são capazes de intervir sem causar grave derramamento de sangue. Não censuro os responsáveis. As suas dificuldades são inerentes às instituições democráticas. Isto é conhecido há muito tempo e é por isso que a Confederação deve intervir a tempo.
Enquanto isso, Wille teve que administrar a pandemia da gripe espanhola, que afetou as tropas e as escolas de recrutamento. Para combater a propagação da epidemia, o alistamento de novos recrutas foi adiado. 

## Vida pessoal
Em 1872, Wille casou-se com Constanza Maria Amalia Clara von Bismarck (1851–1946), filha do tenente-general Friedrich Wilhelm von Bismarck,  um parente distante do chanceler Otto von Bismarck. 
Seu filho mais velho, também chamado Ulrich Wille, seguiu os passos do pai no exército, tornando-se comandante de corpo. Wille Jr. também conseguiu manter as tendências pró-alemãs de seu pai ao longo de sua carreira, inclusive durante a Segunda Guerra Mundial. Isso contribuiria para suas tensões com o próximo general suíço, Henri Guisan. 
Sua filha Renée Schwarzenbach-Wille, que foi casada com o magnata da seda Alfred Schwarzenbach, foi uma amazona olímpica e fotógrafa prolífica. Sua neta era a renomada autora, viajante e fotógrafa Annemarie Schwarzenbach. 